# 235 p.n.e.
| [ Edytuj tabelę ] | |
| Król Baktrii      | - 238 p.n.e. Diodotos II 230 p.n.e.                                                                             |
| Król Bitynii      | - 250 p.n.e. Ziaelas 229 p.n.e.                                                                                 |
| Władca Egiptu     | - 246 p.n.e. Ptolemeusz III 221 p.n.e.                                                                          |
| Król Epiru        | - 240 p.n.e. Ptolemeusz z Epiru 234 p.n.e.                                                                      |
| Król Ilirii       | - 250 p.n.e. Agron 230 p.n.e.                                                                                   |
| Król Magadhy      | - 273 p.n.e. Aśoka 232 p.n.e.                                                                                   |
| Król Macedonii    | - 239 p.n.e. Demetriusz II 229 p.n.e.                                                                           |
| Król Partów       | - 247 p.n.e. Arsakes 217 p.n.e.                                                                                 |
| Władca Pergamonu  | - 241 p.n.e. Attalos I 197 p.n.e.                                                                               |
| Król Pontu        | - 256 p.n.e. Mitrydates II 220 p.n.e.                                                                           |
| Władca Seleucydów | - 246 p.n.e. Seleukos II Kallinikos 226 p.n.e.                                                                  |
| Król Sparty       | - 254 p.n.e. Leonidas II 235 p.n.e. - 235 p.n.e. Kleomenes III 222 p.n.e. - 241 p.n.e. Eudamidas III 228 p.n.e. |
| Tyran Syrakuz     | - 275 p.n.e. Hieron II 215 p.n.e.                                                                               |

Rok 235 p.n.e.
stulecia: IV wiek p.n.e. ~
III wiek p.n.e. ~
II wiek p.n.e.

lata: 245 p.n.e. «
239 p.n.e. «
238 p.n.e. «
237 p.n.e. «
236 p.n.e. «
235 p.n.e. »
234 p.n.e. »
233 p.n.e. »
232 p.n.e. »
231 p.n.e. »
225 p.n.e.

## Wydarzenia
- Eratostenes obliczył obwód Ziemi
- Kleomenes III został królem Sparty
- Megalopolis przystąpiło do Związku Achajskiego
- Bitwa pod Kleonaj
- Newiusz zadebiutował jako poeta rzymski

## Urodzili się
- Scypion Afrykański Starszy – zwycięzca spod Zamy, wódz i polityk rzymski